# 喀拉拉革命社会党（布尔什维克）
喀拉拉革命社会党（布尔什维克）（英語：Revolutionary Socialist Party of Kerala (Bolshevik)，缩写为RSP(B)）是印度喀拉拉邦的一个共产主义政党。该党成立于2001年，分裂自革命社会党。该党成立后，加入印度国民大会党领导的喀拉拉邦政党联盟联合民主阵线。2005年，该党决定退出联合民主阵线，这导致该党发生分裂，反对退出联合民主阵线的党员另行建立印度革命社会党（马克思主义），并加入联合民主阵线。该党的创始人是贝比·约翰。该党的领袖是A.V. Thamarakshan。该党的总部位于阿勒皮。该党的青年翼是革命青年阵线（布尔什维克），学生翼是全印进步学生联盟（布尔什维克），劳工翼是联合工会大会（布尔什维克）。